# Pokémon 4Ever
Pokémon 4Ever (劇場版ポケットモンスター セレビィ 時を越えた遭遇?, Gekijōban Poketto Monsutā Serebii Toki o Koeta Deai, Pocket Monsters il film: Celebi: L'incontro che ha attraversato il tempo) noto anche come Celebi: La voce della foresta è un film d'animazione del 2001 diretto da Kunihiko Yuyama e Jim Malone.
Si tratta del quarto lungometraggio dei Pokémon e dell'anime omonimo.
In Giappone, Stati Uniti e in altri paesi (tra cui il Brasile) il film è stato proiettato nelle sale cinematografiche. In altri paesi è stato distribuito in home video su DVD (in Finlandia, in Italia e in Norvegia) o in VHS (in Germania).
Il cortometraggio che precede questo film prende il nome di Pikachu's Pikaboo. Quest'ultimo non è stato incluso nel DVD in lingua italiana.
Nella versione italiana la voce di Brock è affidata a Nicola Bartolini Carrassi, doppiatore del personaggio sia durante le prime due stagioni dell'anime che nel film Pokémon il film - Mewtwo colpisce ancora. Nel lungometraggio precedente, Pokémon 3 - L'incantesimo degli Unown, il doppiaggio era stato affidato a Luca Bottale.

## Trama
Il film comincia con Sammy, un giovane allenatore di Pokémon, che incontra il Pokémon leggendario Celebi e lo salva da un cacciatore di Pokémon al suo inseguimento. Celebi, per evitare ulteriori attacchi da parte di Scyther e Houndoom, utilizza la sua abilità di viaggiare nel tempo e si teletrasporta, insieme a Sammy, in un'altra epoca.
La vicenda si sposta su Ash, Misty e Brock che, durante il loro viaggio a Johto, giungono ad Arborville, piccolo villaggio nei pressi di una foresta. Un'anziana signora l'informa della leggenda riguardo alla "Voce della Foresta", che potrebbe spedirli in un'altra epoca, e di un ragazzo scomparso nella foresta quarant'anni prima.
Entrati nel bosco, i ragazzi incontrano Sammy svenuto al suolo, ma senza Celebi che nel frattempo si è nascosto. Una volta ripresi i sensi, Sammy scopre di essere nel futuro e chiede ad Ash notizie sul Pokémon ferito. Ignari delle condizioni di Celebi, i ragazzi decidono quindi di andare a cercarlo.
Nel frattempo anche il Predatore Mascherato, un generale del Team Rocket, si è messo sulle tracce di Celebi. Il suo progetto è quello di catturare, con l'aiuto di Jessie, James e Meowth, il Pokémon leggendario con una Dark Ball, particolare Poké Ball che potenzia i Pokémon e li rende malvagi.
Grazie all'aiuto dei Pokémon della foresta, Sammy ed Ash trovano Celebi impaurito e ferito. Dopo essere riusciti a calmarlo, decidono di portarlo al Lago della Vita, uno specchio d'acqua dai poteri miracolosi, che rinvigorisce qualunque essere s'immerga in esso.
Nonostante la sconfitta di due dei suoi Pokémon, Sneasel e Scizor da parte del Charmeleon di Sammy e del Bayleef di Ash, il Predatore Mascherato riesce a catturare Celebi. Il piano del membro del Team Rocket è quello di diventare il capo dell'organizzazione e padrone del mondo. Per attuare il suo piano fa costruire al Pokémon leggendario un mostro di rami che distrugge parte della foresta, inquinando anche il Lago della Vita.
Dopo essersi scontrati con il Tyranitar di Vicious, che viene messo K.O. dagli attacchi combinati dell'Onix di Brock e dall'intervento di Suicune, Ash e Sam riescono a far rinsavire Celebi e fermare i progetti del Predatore Mascherato.
Il Pokémon, che in simbiosi con la natura, tuttavia non ha più forze a causa della distruzione della foresta e muore tra le braccia di Ash che tenta di rianimarlo immergendolo nel Lago della Vita, anche dopo il vano intervento di Suicune, che ne ripulisce le acque.
Quando tutto sembra perduto, si apre un varco temporale e tutti i Celebi delle varie ere giungono presso le rive del lago a riportare in vita il Pokémon. Una volta tornato in vita, Celebi riconduce Sammy nel suo tempo. Ash saluta il suo nuovo amico, promettendogli di rincontrarlo di nuovo.
Successivamente Ash racconta l'esperienza vissuta al Professor Oak, che sembra esserne già al corrente. Grazie ad alcune scene dei titoli di coda, lo spettatore comprende infatti che il nome completo di Sammy è Samuel Oak e che il giovane incontrato da Ash non è altri che colui che, da adulto, sarebbe diventato il famoso professore dei Pokémon.

## Accoglienza

### Incassi
Negli Stati Uniti Pokémon 4Ever ha incassato poco rispetto ai suoi predecessori, superando a malapena il milione di dollari (1 727 447), mentre internazionalmente ha ottenuto 28 023 563 dollari (18 094 894 euro). Il film comunque non è stato distribuito nelle sale cinematografiche in molti paesi, uno dei quali l'Italia.

## Differenze con la versione originale
Come i titoli precedenti, anche il film Pokémon 4Ever presenta alcune differenze tra la versione giapponese e quella statunitense:
- La scena in cui Ash parla con il Professor Oak è stata pesantemente alterata. Nella versione originale Oak vorrebbe descrivere Suicune con uno haiku, ma viene interrotto da Muk. La scena è stata completamente modificata rimuovendo sia il Pokémon che la figura di Tracey.
- Subito dopo viene aggiunta una scena in cui Oak, solo nel laboratorio, si chiede se abbia fatto bene a non raccontare ad Ash la sua storia.
- È stata interamente creata una sequenza in cui il Team Rocket, mentre si trova sul mecha del Predatore Mascherato, tenta di cogliere una pesca, ma finisce per essere sbalzato fuori dalla macchina e il frutto finisce dritto nel becco di un Pidgeotto.
- La 4Kids ha inoltre eliminato la scena in cui Sammy ritorna nel suo tempo, convincendosi che il suo viaggio sia stato solo un sogno, e l'ha sostituita con un dialogo telefonico tra i protagonisti e Oak.